# Guacamai de Cuba
El guacamai de Cuba (Ara tricolor) és una espècie extinta d'ocell de la família dels psitàcids. Vivia a l'illa de Cuba i, probablement, l'illa de la Juventud. Els seus hàbitats naturals eren els boscos i els biomes oberts amb arbres dispersos. Se suposa que es nodria principalment de llavors de palmera, fruita i brots. S'extingí a la segona meitat del segle xix. El seu nom específic, tricolor, té el mateix significat en llatí que en català.